# El-Qantarah el-Sharqiyya
Al Qantarah El Sharqiyya er en by i det nordøstlige Egypten på østsiden af Suez-kanalen i guvernementet Ismailia 160 km nordøst for Cairo og 50 km syd for Port Said.
Andre navne for stedet er: Mahattat al qantarah ash sharqiyah, El Qantara, El Qantara East, El-Qantara East Station, El-Qantara El-Sharqiya Station, Mahattat al Qantarah al Sharqiyah, Qantarah esh Sharqiya, Al Qantarah Ash Sharqiyah, El Kantara, Kantara, eller Al Qantarah.
I Al Qantarah er der en højbro Mubarak Peace Bridge over kanalen. Det arabiske al qantara betyder "broen".
Under 1. verdenskrig bar Kantara, som den blev kaldt af de allierede styrker, hjemsted for hovedkvarteret for 3. sektion af forsvaret af kanalen og hovedkvarter for den østlige styrke i de senere faser af forsvaret af Suez-kanalen under Angrebet på Suez-kanalen. Den blev hovedforsyningsdepot for alle britiske, australske og newzealandske operationer i Sinai fra 1916 og indtil demobiliseringen i 1919. Et stort varehus og hospitalscenter lå i byen og forsynede og støttede de talrige enheder i området.
Med start i januar 1916 blev der bygget en ny jernbane fra byen til Romani og østpå gennem Sinai til al-Arish og Rafah på grænsen til det Osmanniske Rige.
Udenfor byen ligger der en krigskirkegård med mindesmærke. Kirkegården blev anlagt i februar 1916 og var i brug indtil sent i 1920. Efter krigen blev kirkegården fordoblet i areal for at kunne rumme grave som var flyttet fra andre kirkegård og slagmarker, især dem fra Qatia, Rumani, Magdhaba, al-Arish og Rafah. Kirkegården rummer 1.562 Commonwealth grave fra 1. verdenskrig og 110 fra 2. verdenskrig. Der er Der er også 341 grave med folk af andre nationaliteter på kirkegården. Kantara monumentet bære navnene på 16 newzealandske soldater, som døde i kamp ved Rafah og Rumani, mens hvis gravsteder ikke kendes. I 1961 blev 283 indiske soldater i 1. verdenskrig, som ligger begravet på den nu utilgængelige Kantara Indian Cemetery mindet med paneler hvor deres navne er indgraveret. Paneler er sat op på en væg bag mindestenen og danner Kantara Indian Cemetery Memorial.
Byens betydning som hospitalscenter blev fornyet under 2. verdenskrig da General Hospital No. 1 var placeret her fra juli 1941 til december 1945 og General Hospital No. 41 og No. 92 var placeret der i perioder. No. 8 Polish General Hospital blev bygget ved siden af krigskirkegården.
Under Seksdageskrigen i 1967 erobrede Israel byen. Egypten generobrede byen i begyndelsen af Yom Kippur-krigen i 1973 under krydsningen af kanalen og holdt stand i byen indtil våbenhvilen blev indgået. Egypten fik igen formelt kontrol over byen i 1974.